# Olbram Zoubek
Olbram Zoubek (Prága, 1926. április 21. – Prága, 2017. június 15.) cseh szobrász. Stílusára Alberto Giacometti svájci-olasz szobrász volt hatással. Zoubek különösen Jan Palachnak, az 1968-as szovjet megszállás mártírjának halotti maszkjának elkészítése miatt nevezetes.

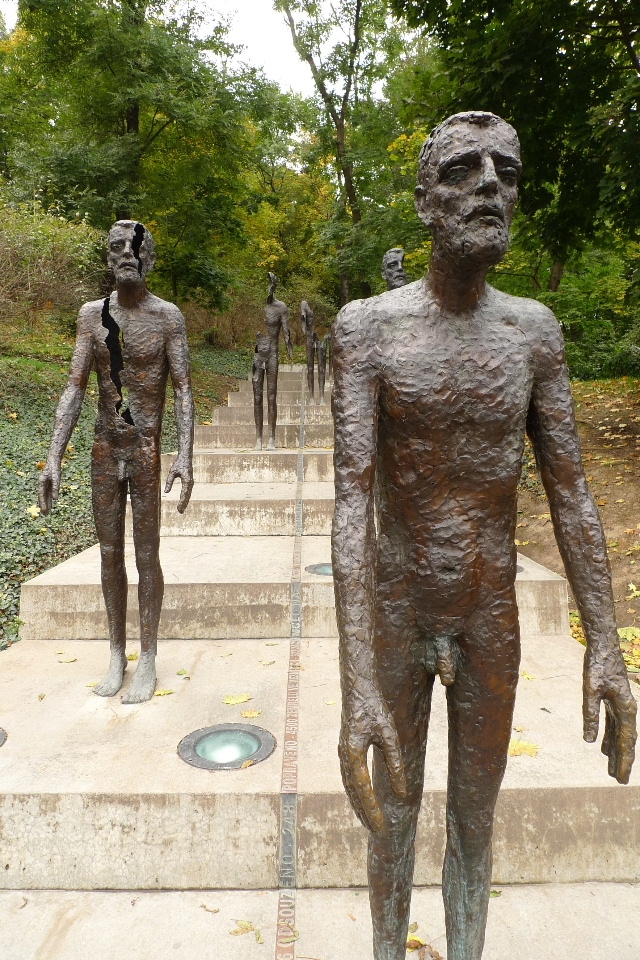
A kommunizmus áldozatainak emlékműve, Prága, 2002 (Olbram Zoubek, valamint Jan Kerel és Zdeněk Holzel építészek alkotása

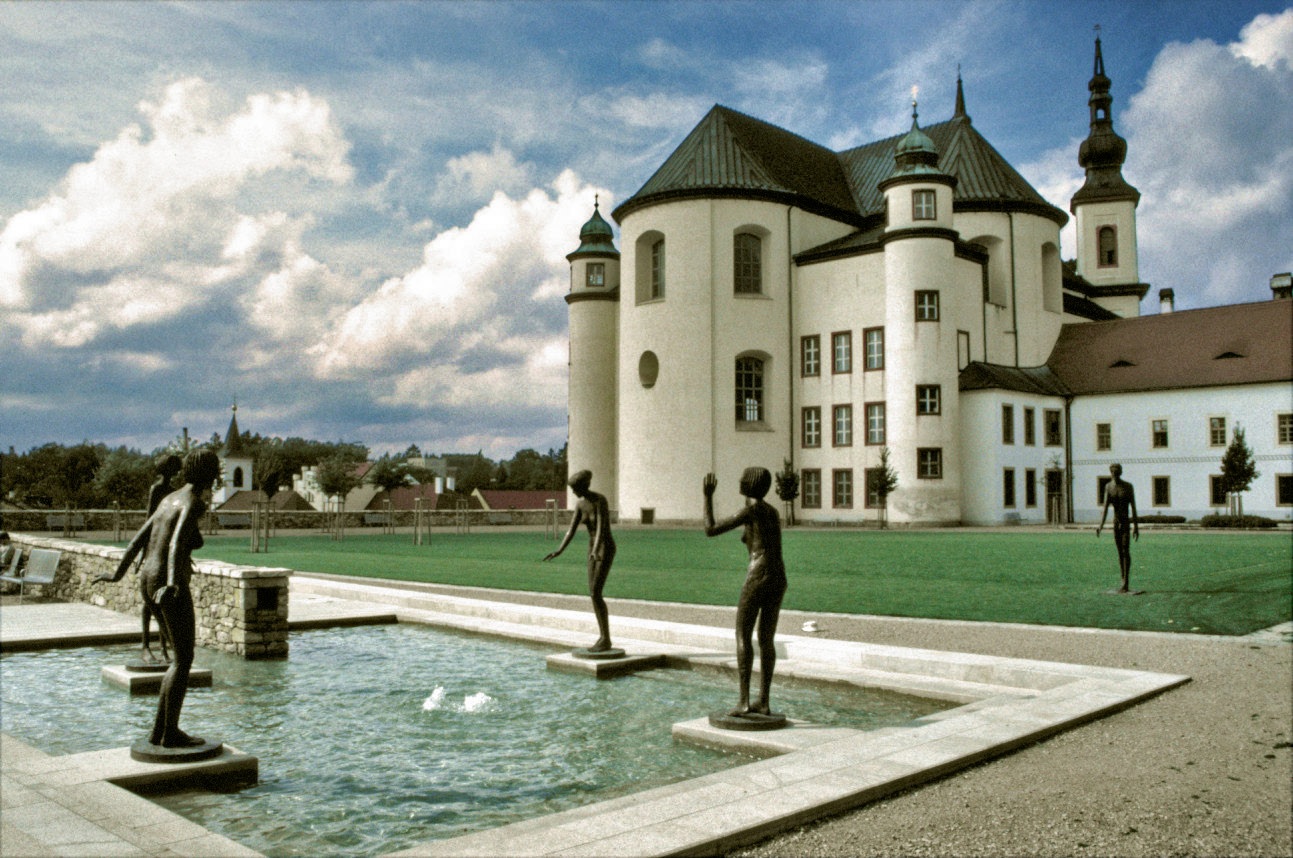
Zoubek néhány szobra Litomyšlben